# Dendrilla arctica
Dendrilla arctica är en svampdjursart som beskrevs av Topsent 1908. Dendrilla arctica ingår i släktet Dendrilla och familjen Darwinellidae. Inga underarter finns listade i Catalogue of Life.